# Edison-menet

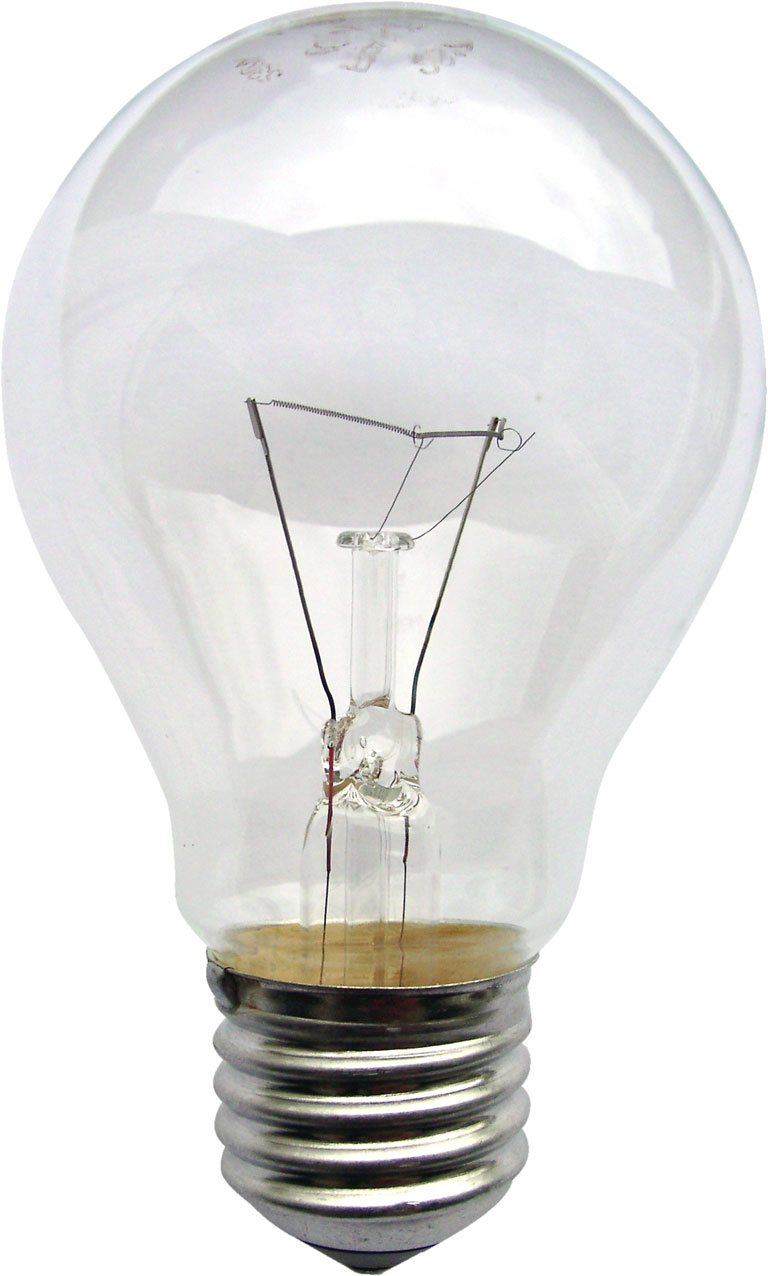
Hagyományos -os izzólámpa E27 (névleges méretű Edison-) menetes csatlakozóval

Az Edison-menet elektromossággal működő fényforrások (főként izzólámpák) továbbá olvadóbiztosítók egyidejű rögzítésére és áramkörbe kapcsolására szolgáló egyik lehetőség. A szilárd és megbízható elektromos és mechanikai kapcsolatot egy lemezből készült menetes foglalatba becsavarható – vele egyező méretű – menetes ellendarab (csavarkötés) biztosítja. A csatlakozó csavarmenet speciális zsinórmenet.

## Története
Az Edison-menet a Thomas Alva Edison által feltalált izzólámpák elektromos csatlakoztatásának és cseréjének egyszerű megoldását hivatott biztosítani a korabeli kezdetleges megoldásokkal szemben. Számos korabeli gyártó eltérő méretű és kialakítású csatlakozókat fejlesztett ki az izzólámpák energiaellátására, ami erősen gátolta az új világítótestek elterjedését, mivel a különböző csatlakozókkal gyártott izzók még azonos feszültség esetén sem voltak cserélhetőek. 1880-ban szabadalmaztatta és 1909-ben már védjeggyel, ipari méretekben gyártják. Az amerikai kontinensen és Európában az Edison-menetet máig elterjedten használják, míg Angliában a járművek izzóihoz hasonló bajonettzáras (BC) csatlakozás terjedt el.

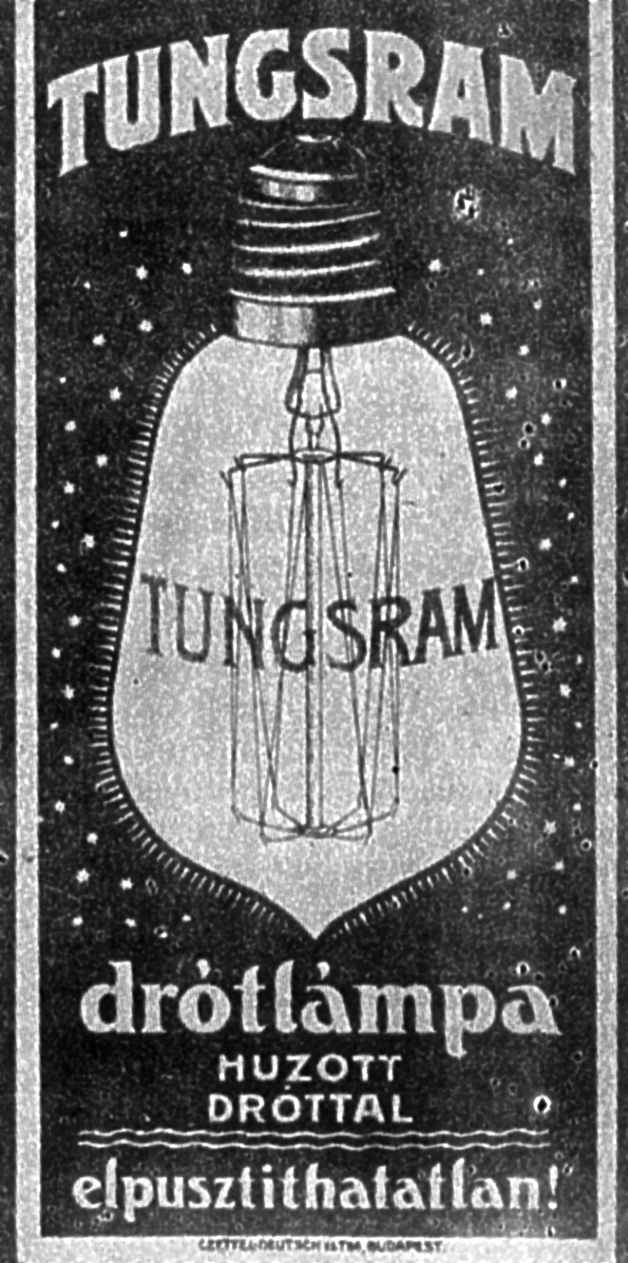
Edison-menetes Tungsram izzólámpa reklám 1909-ből
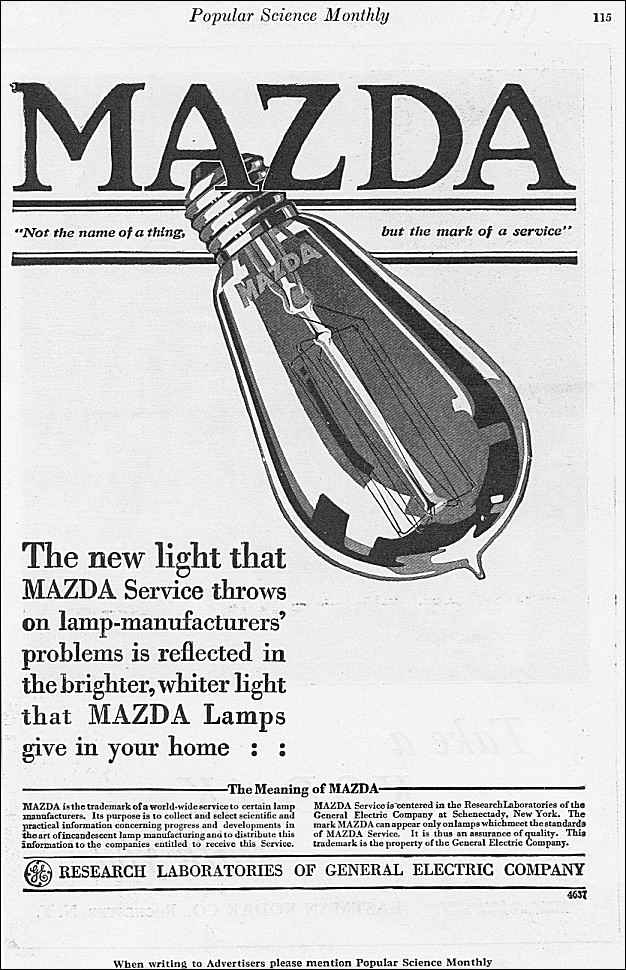
General Electric „Mazda” fantázianevű izzólámpája[2] Edison-menettel

## Előnye
Számos előnye a kialakítás rendkívüli egyszerűségében rejlik:
- lemezből vagy hosszvarratos csőből olcsón, nagy tömegben gyártható;
- gyakorlatlan személyek számára is könnyen kicserélhető;
- megbízható, szilárd kontaktust biztosít hosszú időn át is, mert nagy fémfelületek érintkeznek;
- az izzó vagy biztosíték cseréje egyben a felületek tisztítását is jelenti a létrejövő fémes súrlódás miatt;
- a csatlakozó menet méretsorozata nem teszi lehetővé az eltérő menettel felszerelt elemek szándékos vagy véletlen felcserélését.

## Hátránya

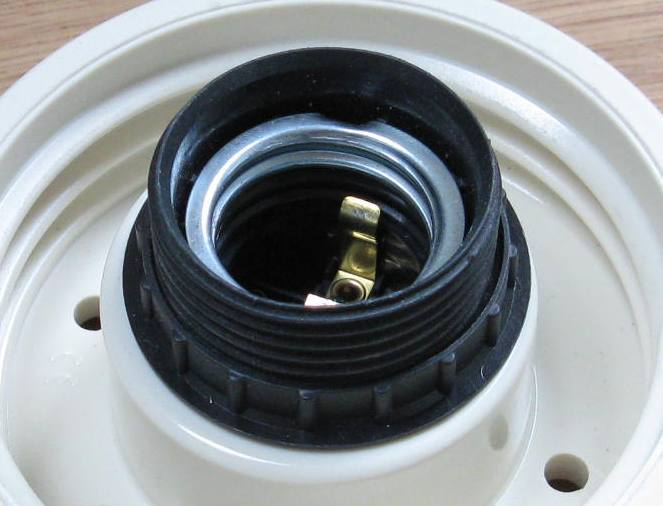
Edison-menetes lámpa szerelvényei (feszültség alatt megérinthetők, áramütés veszélye)

- Az Edison-menettel ellátott foglalatok vagy biztosítóaljzatok feszültség alatti részei a lámpa vagy a biztosítóbetét kicsavarása után is megérinthetők,[3] ennek ellenére nagyon kevés ilyen jellegű áramütéses baleset fordul elő.[4] Ezért rövid időn belül nem várható, hogy az igen széles körben elterjedt Edison-menetes foglalatok más megoldásnak adják át a helyüket.
- Ugyancsak hátrányos tulajdonsága, hogy erős rázkódások, rezgések, vibráció hatására a nagy emelkedésű menet kilazulhat: a biztos kontaktus megszűnik. Emiatt járművekben nem használnak Edison-menetes csatlakozókat.

## Típusok, alkalmazási terület
A különböző méretű és teljesítményű izzólámpákhoz eltérő méretű foglalatokat szabványosítottak.
Az Edison-menetek méreteit az ANSI C81.67 és az IEC 60061-1 jelű szabványok tartalmazzák. Bár ez a két szabvány harmonizál egymással, mindkettő tartalmaz olyan menetméreteket, amelyeket a másik területen nem használnak. Speciális célra készülnek a szabványban nem szereplő méretekben is, mint például E11, vagy a többnyire biztosítékfoglalatokban használt E33 és E57.
Minden Edison-menet egybekezdésű, jobbmenetű speciális zsinórmenet: a fényforrás/biztosíték rögzítése (becsavarása) mindig az óramutató járásával egyező irányban történik.

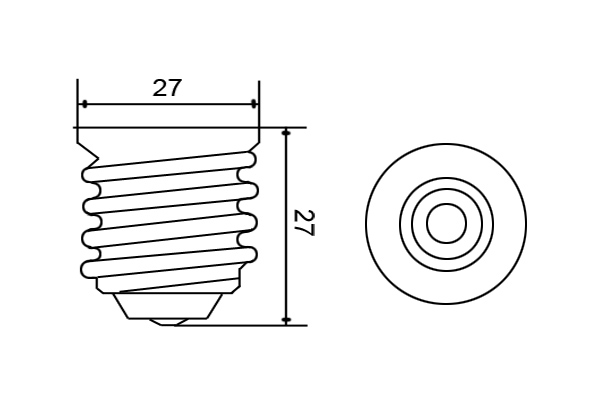
E27 (27 mm névleges méretű) Edison-menet fő méretei

Az Edison-menetek azonosítására kétféle jelölés terjedt el:
- szabványos (ipari) jelölésrendszer, amely a menet kezdőbetűjéből és egy azt követő egy- vagy többjegyű számból áll. Például az E27 olyan Edison-menetet jelöl, amelynek névleges menetátmérője 27 mm és legalább 27 mm hosszan becsavarható, ahogy az ábra is szemlélteti. (Izzólámpa esetén az E betűt követő szám annak a hengernek a külső átmérője milliméterben, amelyen a menetet kialakították.)
- kereskedelmi; könnyen megjegyezhető fantázianevek használatával, vagy azok rövidítésével képzett betűszavakkal. Így például az E5-ös Edison-menet a Lilliput fantázianevet kapta (rövid jele LES ~ Lilliput Edison Screw). A kereskedelmi rövid jelet elsősorban az amerikai (vagy amerikai gyártású) izzókon (azok csomagolásán) tüntetik fel. Rövid ismertető:
  - Lilliput E5
  - Miniatur E10
  - Candelabra: E12 Észak-Amerika, E11 Európa
  - Intermediate: E17 Észak-Amerika, E14 (Small, Mignon) Európa
  - Medium, standard vagy normál: E26 (MES) Észak-Amerika, E27 (ES) Európa
  - Mogul: E39 Észak-Amerika, E40 Európa

A nagyméretű E39 és E40 jelű foglalatokat elsősorban közvilágítási célra használják, nagy teljesítményű lámpákban. A normál E27-es (Amerikában E26) foglalatot általános háztartási világítási célra, de 24 V-os ipari világítótestekben (például szerszámgépek munkatereiben) is elterjedten alkalmazzák. Ugyancsak háztartási világítási célra (csillárok, asztali lámpák) használják az E14 menetet.
Európában az E17-es méret ritkán használatos: csak egyes hűtőgépekben és vetítőkben fordul elő.
Észak-Amerikában az E11-es méretet halogén izzókhoz is alkalmazzák, Európában pedig az E10 méretet elemlámpák izzóihoz, régi rádiók skálaizzóinál használatos.

### Észak-amerikai Edison-menetek
Észak-Amerika területén használt Edison-menetek méreteit az ANSI C81.61 és C81.67 jelű szabványok tartalmazzák. A fontosabb típusokról áttekintést ad a következő táblázat:
| Jelölés     | Csavarmenet Ø | Menetmelkedés | Megnevezés                      | ANSI C81.61/IEC 60061 szabvány oldala |
| ----------- | ------------- | ------------- | ------------------------------- | ------------------------------------- |
| E5          | 5             |               | Lilliput (Midget) (LES)         | IEC 60061-1/7004-25-3                 |
| E10         | 10            |               | Miniature (MES)                 | IEC 60061-1/7004-22-6                 |
| E11         | 11            |               | Mini-Candelabra (CES)           | IEC 60061-1/7004-6-1                  |
| E12         | 12            |               | Candelabra (CES)                | IEC 60061-1/7004-28-2                 |
| E17 (110 V) | 17            |               | (Intermediate) Small (IES)      | IEC 60061-1/7004-26                   |
| E26/24      | 26            | 3,629         | Single contact Medium (MES)     | IEC 60061-1/7004-21A-2                |
| E26d        | 26            | 3,629         | Double-contact medium (MES)     | IEC 60061-1/7004-29-2                 |
| E26/50x39   | 26            | 3,629         | Skirted medium (MES)            | IEC 60061-1/7004-130-1                |
| E26/53x39   | 26            | 3,629         | Extended skirted medium (MES)   | ANSI C81.61/1-162-2                   |
| E29/28      | 29            | 4,233         | Admedium (ES)                   | ANSI C81.61/1-930-1                   |
| E29/53x39   | 29            | 4,233         | Extended skirted admedium =(ES) | ANSI C81.61/1-931-1                   |
| E39         | 39            | 6,35          | Single-contact mogul (GES)      | IEC 60061-1/7004-24A-1                |
| E39d        | 39            | 6,35          | Double-contact mogul (GES)      | ANSI C81.61/1-187-2                   |
| EP39        | 39            | 6,35          | Position-oriented mogul (GES)   | ANSI C81.61/1-202-2                   |
| EX39        | 39            | 6,35          | Exclusionary mogul (GES)        | ANSI C81.61/1-210-2                   |

### Európai Edison-menetek
Az európai Edison-menetek kialakítását és geometriáját a DIN 40400 szabvány tartalmazza.

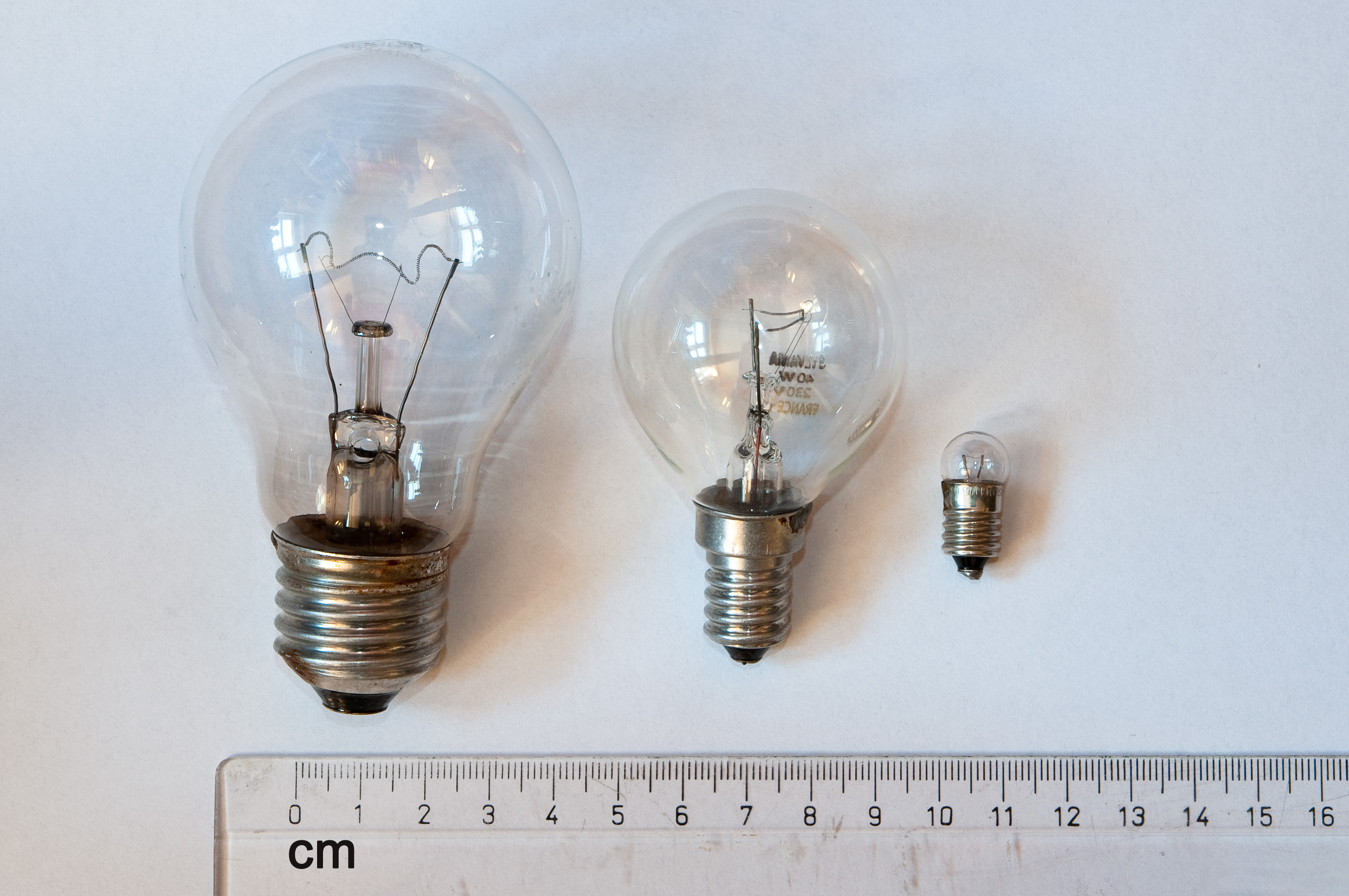
Összehasonlító méretek. Balról jobbra: E27, E14, E10

| Jelölés | Csavarmenet Ø (mm) | Menetemelkedés (mm) | Alkalmazás                                                                                |
| ------- | ------------------ | ------------------- | ----------------------------------------------------------------------------------------- |
| E5,5    | 5,5                | 1,0                 | Modellezés                                                                                |
| E10     | 10,0               | 1,81                | Jelző- és glimmlámpák, zseblámpa izzók                                                    |
| E14     | 14,0               | 2,82                | Világítótestek max. 40 W teljesítményig, D01 biztosítók foglalatai, 2–25 A                |
| E16     | 16,0               | 2,50                | NZD és DI méretű olvadóbiztosítók foglalatai, 2–25 A                                      |
| E18     | 18,0               | 3,00                | D02 és NEOZED olvadóbiztosítók foglalatai, 20–63 A                                        |
| E27     | 27,0               | 3,62                | Világítótestek max. 125 W teljesítményig, DII méretű olvadóbiztosítók foglalatai, 35–63 A |
| E33     | 33,0               | 4,23                | DIII méretű olvadóbiztosítók foglalatai                                                   |
| E40     | 40,0               | 6,35                | Közvilágítás fényforrásai, DIV méretű olvadóbiztosítók foglalatai, 80–100 A               |

## Gyártás
Az Edison-menetek sárgaréz, nikkel bevonatú sárgaréz, esetleg alumínium lemezből, ritkábban vékonyfalú hosszvarratos csőből automatákon készülnek.

## Egyéb felhasználás

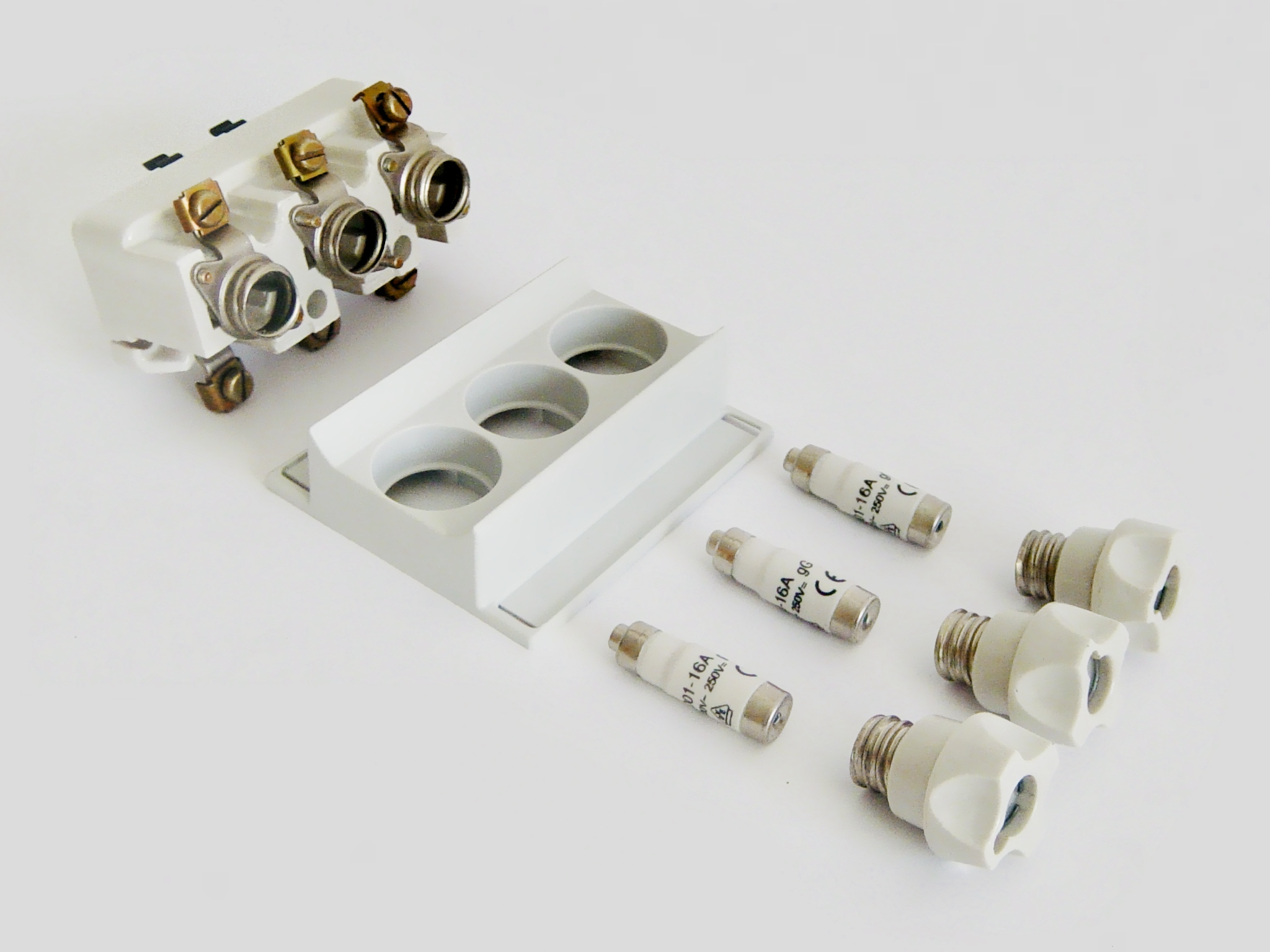
Háromfázisú, D01 rendszerű olvadóbiztosítók és Edison-menetes szerelvényeik.

Bár az Edison-menetet elsősorban izzólámpákhoz fejlesztették ki, ez azonban nem zárja ki egyéb célú felhasználásukat: például az olvadóbiztosítók foglalatai és egyes halogén lámpák szintén Edison-menettel készülnek. Az izzólámpák alacsony hatásfokuk miatt visszaszorulóban vannak, így a kompakt fénycsövek, vagy a LED-lámpák foglalatai is többségében Edison-menettel készülnek, az átállás megkönnyítése céljából.

## Lásd még
- Csavarkötés
- Izzólámpa
- Olvadóbiztosító